# Anolis pijolense
Espèce
Synonymes
- Norops pijolense McCranie, Wilson & Williams, 1993

Anolis pijolense est une espèce de sauriens de la famille des Dactyloidae. 

## Répartition
Cette espèce est endémique du Honduras. Elle se rencontre entre 1 450 et 2 050 m d'altitude dans la cordillère de Sulaco.

## Étymologie
Son nom d'espèce, composé de pijol et du suffixe latin -ense, « qui vit dans, qui habite », lui a été donné en référence au lieu de sa découverte, le Pico Pijol.

## Publication originale
- McCranie, Wilson & Williams, 1993 : Another new species of lizard of the Norops schiedei group (Sauria: Polychrotidae) from northern Honduras. Journal of Herpetology, vol. 27, no 4, p. 393-399.